# Baltazar Castro
Isaac Florencio Baltazar Castro Palma (Rancagua, 29 de julio de 1919 - ibídem, 10 de enero de 1989) fue un político y escritor chileno.

## Biografía
Hijo de Florencio Castro e Isabel Sofía Palma, realizó sus estudios primarios y secundarios en el Liceo de Rancagua y en el Instituto O'Higgins de los Hermanos Maristas.
Desde joven, trabajó en las minas de cobre de El Teniente (cercanas a Rancagua), donde llegó a ser jefe de la sección de estadística del ferrocarril minero.
Fue miembro del grupo literario Los Inútiles de su ciudad natal y de otras asociaciones culturales, como el Consejo Continental de la Cultura, la Alianza de Intelectuales y la Sociedad de Escritores de Chile.

## Carrera política
Fue miembro del Partido Socialista Popular (PSP), por el que fue elegido diputado por la 9.ª Agrupación Departamental, correspondiente a las comunas de Rancagua, Caupolicán, San Vicente y Cachapoal, para el período de 1949 a 1953. Participó de las comisiones de Defensa Nacional, de Industria, de Economía y Comercio, de Vías y Obras Públicas y de Trabajo y Legislación Social.
Posteriormente se unió a la Unión Nacional de Independientes, partido por el cual fue reelegido por la misma agrupación para el período de 1953 a 1957. Formó parte de las comisiones de Policía Interior y Reglamento y de Relaciones Exteriores; presidió la Cámara de Diputados el 26 de mayo de 1953 y 25 de mayo de 1955.
Más adelante, se integró a la Vanguardia Nacional del Pueblo (VNP), donde fue miembro del comité entre 1961 y 1969. Fue elegido senador por la 5.ª Agrupación Provincial de O'Higgins y Colchagua para el período de 1961 a 1969, en representación de la VNP. En 1965 viajó a Nueva York, a la 20.ª Asamblea General de las Naciones Unidas.
Fue un simpatizante de la Revolución Cubana y propició diferentes tipos de intercambios comerciales con Cuba aunque mantuvo diferencias con las organizaciones chilenas.

## Obras
- Sewell, novela, Ediciones Cultura, Santiago, 1946
- Un hombre en el camino, novela, Ediciones Cultura, Santiago, 1950
- Piedra y nieve, cuentos, Ediciones Talamí, 1956
- Mi camarada padre, novela, Editorial Zig-Zag, Santiago, 1958
- ¿Me permite una interrupción?, crónicas, Zig-Zag, Santiago, 1962
- Légamo, novela, Zig-Zag, Santiago, 1965
- Doña Revolución, ensayo, Editorial Nascimento, Santiago, 1969
- Distinto bitoque, artículos, Editorial del Pacífico, Santiago, 1974
- ¿Ha almorzado la gente?, novela, Editorial del Pacífico, Santiago, 1978
- Le llamaban Pablito, ensayo sobre Pablo Neruda; Cerro Huelén, Santiago, 1982

## Premios
- Premio Municipal de Literatura de Santiago 1951 por Un hombre en el camino

## Historial electoral

### Elecciones parlamentarias de 1961
- Elecciones parlamentarias de 1961  Candidato a Senador Quinta Agrupación Provincial, O'Higgins y Colchagua

Periodo 1961-1969 (Fuente: El Diario Ilustrado, 7 de marzo de 1961)